# 기타노초 야마모토도오리

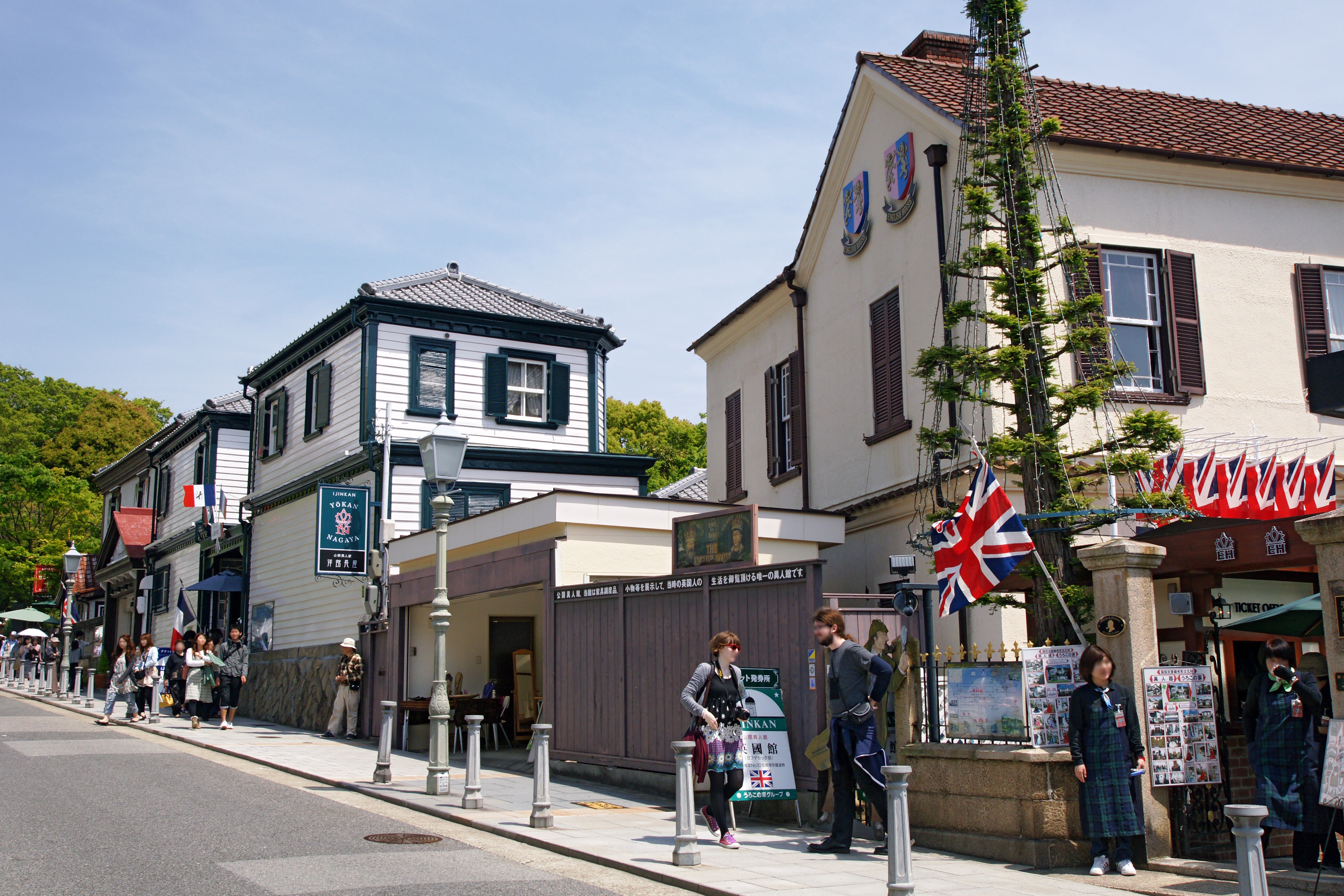
기타노초 야마모토도오리

기타노초 야마모토도오리(일본어: 北野町山本通)는 일본 효고현 고베시 주오구에 있는 지역으로, 전통적 건조물군 보존지구이다. 메이지 다이쇼 시대에 지어진 서양식 건축물 (이인관)이 많이 잔존하고 있으며, 기타노초와 야마토도오리 잇초메부처 산초메 근처 지역을 일반적으로 의미한다.